# Tmesisternus elateroides
Tmesisternus elateroides là một loài bọ cánh cứng trong họ Cerambycidae.